# MHz Networks
MHz Networks é uma sede não-comercial estadunidense educativa.